# Baśń o myśli ostatniej
Baśń o myśli ostatniej (niem. Das Märchen vom letzten Gedanken) – powieść Edgara Hilsenratha.

## Historia
Hilsenrath pisząc "Baśń.." był już autorem dwóch powieści: debiutanckiej powieści wydanej w USA Noc i powieści Nazista i fryzjer. Zaczynając kolejną książkę nie chciał pisać o Holokauście. Wtedy poznał historię Ormian. Przed napisaniem powieści przeprowadził badania poszukując źródeł. W tym celu wyjechał do San Francisco i został członkiem honorowym Stowarzyszenia Pisarzy Ormiańskich. Książka ukazała się w 1989 roku. W Polsce została wydana przez Wydawnictwo Książnica w 2005 roku. Przetłumaczył ją Ryszard Wojnakowski.

## Fabuła
Opowieść o ostatniej myśli opowiada historię anatolijskiej wioski zniszczonej przez Turków. Głównym bohaterem powieści jest Ormianin Wartan Chadisjan. Powieść rozpoczyna się od sceny śmierci jego syna Towmy. Meddach (w języku tureckim: bajarz)[4] opowiada mu baśń o myśli ostatniej i przenosi w czasie. Prowadzi go śladami ojca, uwięzionego przez Turków. Wartanowi udaje się uciec dzięki atakowi Kurdów na eskortę przewożącą go na stację. Informację o zamiarach Turków przekazuje kurdyjskiemu przywódcy ślepiec żądając w zamian ocalenia Wartana.  Zwolniony wraca do rodzinnej wioski i zastaje ją pustą. Jego rodzina wraz z ciężarną żoną została wysiedlona. Wraz z ocalałą zielarką prowadzi poszukiwania i podczas nich poznaje losy narodu Ormiańskiego. Gdy uświadamia sobie, że nie odnajdzie żony i syna odchodzi. O dalszych losach Wartana dowiadujemy się w trzeciej części. Okazuje się, że walczył w szeregach Armii Czerwonej. Przez Syberię dostał się do Szwajcarii i tam zamieszkał. Podczas II wojny światowej, w 1940 roku dociera do niego bogaty Żyd, który proponuje mu podróż do Polski, aby odebrać i przywieźć mienie żydowskie. Wartan ze szwajcarskim paszportem przyjeżdża do Polski, niestety w hotelu ktoś wykorzystuje okazję i kradnie jego paszport. W drodze do ambasady szwajcarskiej Wartan Chadisjan zostaje aresztowany w łapance i trafia do Auschwitz. Tu kończy życie w komorze gazowej[3]

## Nagrody
- Nagroda Alfreda Döblina (1989)[4]
- Lion Feuchtwanger Prize (2004)
- Nagroda Prezydenta Republiki Armenii (2006)
- Doktorat honoris causa Państwowego Uniwersytetu w Erywaniu (2006)